# Sergio Momesso
Sergio Momesso, född 4 september 1965 i Montreal, Quebec, är en kanadensisk före detta professionell ishockeyspelare. Momesso spelade i NHL mellan 1983 och 1997 för Montreal Canadiens, St. Louis Blues, Vancouver Canucks, Toronto Maple Leafs och New York Rangers. Från 1997 till 2001 spelade han i DEL för Kölner Haie och Nürnberg Ice Tigers.
Momesso var en stor och fysisk spelare av "power forward"-typ som från och till kunde bidra i offensiven.
1986 var Momesso en del av Montreal Canadiens lag som vann Stanley Cup, dock var han skadad och deltog inte i slutspelet och fick därför inte sitt namn ingraverat i bucklan.
1994 spelade Momesso Stanley Cup-final med Vancouver Canucks, en final Canucks förlorade med 4-3 i matcher mot New York Rangers.
Momesso har en brorson som spelar i NHL, Marco Scandella i Minnesota Wild.

## Statistik
| 1982–83    | Shawinigan Cataractes   | QMJHL      | 70  | 27  | 42  | 69  | 93   | 10  | 5  | 4  | 9  | 55  |
| 1983–84    | Shawinigan Cataractes   | QMJHL      | 68  | 42  | 88  | 130 | 235  | 6   | 4  | 4  | 8  | 13  |
| 1983–84    | Montreal Canadiens      | NHL        | 1   | 0   | 0   | 0   | 0    | –   | –  | –  | –  | –   |
| 1983–84    | Nova Scotia Voyageurs   | AHL        | –   | –   | –   | –   | –    | 8   | 0  | 2  | 2  | 4   |
| 1984–85    | Shawinigan Cataractes   | QMJHL      | 64  | 56  | 90  | 146 | 216  | 8   | 7  | 8  | 15 | 36  |
| 1985–86    | Montreal Canadiens      | NHL        | 24  | 8   | 7   | 15  | 46   | –   | –  | –  | –  | –   |
| 1986–87    | Montreal Canadiens      | NHL        | 59  | 14  | 17  | 31  | 96   | 11  | 1  | 3  | 4  | 31  |
| 1986–87    | Canadiens de Sherbrooke | AHL        | 6   | 1   | 6   | 7   | 10   | –   | –  | –  | –  | –   |
| 1987–88    | Montreal Canadiens      | NHL        | 53  | 7   | 14  | 21  | 101  | 6   | 0  | 2  | 2  | 16  |
| 1988–89    | St. Louis Blues         | NHL        | 53  | 9   | 17  | 26  | 139  | 10  | 2  | 5  | 7  | 24  |
| 1989–90    | St. Louis Blues         | NHL        | 79  | 24  | 32  | 56  | 199  | 12  | 3  | 2  | 5  | 63  |
| 1990–91    | St. Louis Blues         | NHL        | 59  | 10  | 18  | 28  | 131  | –   | –  | –  | –  | –   |
| 1990–91    | Vancouver Canucks       | NHL        | 11  | 6   | 2   | 8   | 43   | 6   | 0  | 3  | 3  | 25  |
| 1991–92    | Vancouver Canucks       | NHL        | 59  | 20  | 23  | 43  | 198  | 13  | 0  | 5  | 5  | 30  |
| 1992–93    | Vancouver Canucks       | NHL        | 84  | 18  | 20  | 38  | 200  | 12  | 3  | 0  | 3  | 30  |
| 1993–94    | Vancouver Canucks       | NHL        | 68  | 14  | 13  | 27  | 149  | 24  | 3  | 4  | 7  | 56  |
| 1994–95    | Vancouver Canucks       | NHL        | 48  | 10  | 15  | 25  | 65   | 11  | 3  | 1  | 4  | 16  |
| 1995–96    | Toronto Maple Leafs     | NHL        | 54  | 7   | 8   | 15  | 112  | –   | –  | –  | –  | –   |
| 1995–96    | New York Rangers        | NHL        | 19  | 4   | 4   | 8   | 30   | 11  | 3  | 1  | 4  | 14  |
| 1996–97    | New York Rangers        | NHL        | 9   | 0   | 0   | 0   | 11   | –   | –  | –  | –  | –   |
| 1996–97    | St. Louis Blues         | NHL        | 31  | 1   | 3   | 4   | 37   | 3   | 0  | 0  | 0  | 6   |
| 1997–98    | Kölner Haie             | DEL        | 45  | 15  | 20  | 35  | 197  | –   | –  | –  | –  | –   |
| 1998–99    | Nürnberg Ice Tigers     | DEL        | 47  | 26  | 33  | 59  | 212  | 13  | 4  | 7  | 11 | 24  |
| 1999–00    | Kölner Haie             | DEL        | 51  | 16  | 21  | 37  | 165  | 9   | 4  | 1  | 5  | 6   |
| 2000–01    | Kölner Haie             | DEL        | 31  | 6   | 11  | 17  | 76   | 2   | 0  | 0  | 0  | 4   |
| NHL totalt | NHL totalt              | NHL totalt | 711 | 152 | 193 | 345 | 1557 | 119 | 18 | 26 | 44 | 311 |
| DEL totalt | DEL totalt              | DEL totalt | 174 | 63  | 85  | 148 | 650  | 24  | 8  | 8  | 16 | 34  |